# Подплече
Подплече (словен. Podpleče, итал. Podplescia) је насељено место у општини Церкно, Горишка регија, Словенија.

## Историја
До територијалне реорганизације у Словенији биле су у саставу старе општине Идрија.

## Становништво
У попису становништва из 2011. године, Подплече су имале 18 становника.
| Број становника према пописима | Број становника према пописима | Број становника према пописима |
| ------------------------------ | ------------------------------ | ------------------------------ |
| 1991                           | 2002                           | 2011                           |
| 36                             | 26                             | 18                             |

## Галерија
- засеок Доленц
- распеће
- остаци међуратног граничног утврђења у засеоку Томажек